# Apertura e Clausura

Países onde os campeonatos possuem a fórmula de Apertura e Clausura.

Os torneios Apertura e Clausura são cada uma das fases em que se dividem as temporadas de muitos campeonatos nacionais de futebol de países da América Latina, tendo cada torneio seu próprio campeão. A terminologia tem origem no latim, significando abertura (apertura) e fechamento (clausura). No Haití, onde se fala o francês, estas fases se chamam Ouverture e Clôture. É um sistema que se usa para suprir a falta de uma copa nacional como no Brasil a Copa do Brasil, ou, em Portugal a Taça de Portugal, ou ainda, a Copa do Rei em Espanha.
O Apertura acontece no primeiro semestre do ano na Bolívia, Chile, Colômbia, Panamá, Paraguai e Peru, enquanto que na Argentina, Costa Rica, El Salvador, Guatemala, Honduras, México, Nicarágua, Uruguai e Venezuela começa no segundo semestre.
Na Bolívia, Chile, Colômbia, El Salvador, Guatemala, Honduras, México, Panamá e Paraguai cada torneio é um campeonato nacional separado, o que significa que em uma mesma temporada o país tem dois campeões nacionais diferentes. Enquanto isso em Costa Rica, Nicarágua, Peru, Uruguai e Venezuela, o Apertura e Clausura são torneios diferentes de uma mesma competição, pelo qual seus campeões disputam o título nacional. No México os vencedores de cada torneio disputam no começo da seguinte temporada um título equivalente à Supercopa da Espanha ou a Supercopa da Itália.
No Equador, o campeonato segue o mesmo sistema, tendo como única diferença a forma de disputa do torneio Clausura, onde as equipes são divididas em dois grupos, dos quais os melhores se classificam a um mata-mata final.
Na Argentina, esta designação foi utilizada até 2011–12. A partir de 2012–13, o Torneio de Apertura passou a designar-se Torneo Inicial (2º semestre), enquanto o torneio de Clausura passou a Torneio Final (1º semestre ano seguinte), mantendo-se os formatos dos torneios. No final da época (após Torneo Final) os 2 campeões disputam uma Super-Final. Em 2014, ocorreu nova alteração de formato, com a disputa a partir de Agosto de um Torneio de Transição, para depois o campeonato passar a ser disputado por 30 equipes.
O Campeonato Japonês utilizou este sistema durante várias temporadas.